# Peter Mennin
Peter Mennin (eigenlijk: Peter Mennini) (Erie, 17 mei 1923 – New York, 17 juni 1983) was een Amerikaans componist en muziekpedagoog.

## Levensloop
Mennin studeerde muziektheorie en compositie bij onder anderen Normand Lockwood aan het Oberlin Conservatory of Music in Oberlin en behaalde aldaar zijn Bachelor of Music. Zijn studie moest hij onderbreken, omdat hij tijdens de Tweede Wereldoorlog dienstdeed in de United States Air Force. Van 1943 tot 1947 kon hij zoals zijn broer Louis Mennini aan de Eastman School of Music in Rochester bij Howard Hanson en Bernard Rogers studeren en bereikte zijn Master of Music; in 1947 promoveerde hij tot Ph.D. (Philosophiæ Doctor).
Van 1947 tot 1958 doceerde hij aan de Juilliard School of Music in New York. Na een studiereis door Europa werd hij in 1958 docent aan het Peabody Institute of the Johns Hopkins University in Baltimore. In 1962 volgde hij William Schuman als directeur van de bekende Juilliard School of Music in New York op en bleef in deze functie tot zijn overlijden. Tot zijn studenten behoorden Jacob Druckman, Richard Danielpour, Karl Korte, Charles L. Bestor, Jack Behrens en Claire Polin. De Juilliard School stelt een Peter Mennin prijs voor grote verdiensten op het gebied van de muziek ter beschikking.
Daarnaast was hij president van het National Music Council en voorzitter van de Walter Naumburg Foundation, maar ook bestuurslid van de American Society of Composers, Authors and Publishers (ASCAP), het American Music Center, het Composer's Forum alsook van de belangrijke Koussevitsky Music Foundation, van het Lincoln Center Council en lid van het U.S. State Department Advisory Committee on the Arts.
Als componist begon hij al in jonge jaren en schreef negen symfonieën, verschillende instrumentale concerten, talrijke werken voor harmonieorkest, koren en andere ensembles.

## Composities

### Werken voor orkest

#### Symfonieën
- 1942 Symfonie nr. 1
- 1944 Symfonie nr. 2 - première: 27 maart 1945 New York Philharmonic o.l.v. Leonard Bernstein (won in 1945 de compositieprijs van de Columbia-universiteit in New York)
- 1946 Symfonie nr. 3 - première: 27 februari 1947 New York Philharmonic o.l.v. Walter Hendl
  1. Allegro Robusto
  2. Andante Moderato
  3. Allegro Assai
- 1948 Symfonie nr. 4 "The Cycle", voor gemengd koor en orkest
  1. Allegro Energico
  2. Andante Arioso
  3. Allegro Deciso
- 1950 Symfonie nr. 5 (ook in een versie voor harmonieorkest)
  1. Con Vigore
  2. Canto
  3. Allegro Tempestuoso
- 1953 Symfonie nr. 6
  1. Allegro moderato
  2. Adagio
  3. Allegro Vivace
- 1964 Symfonie nr. 7 "Variation-Symphony" in een beweging
- 1973 Symfonie nr. 8 - première: 21 november 1974 New York Philharmonic o.l.v. Daniel Barenboim
  1. In the beginning ... Genesis (In principio ...)
  2. Day of wrath ... Zephaniah (Dies irae ...)
  3. Out of the depths ... Psalm 130 (De profundis clamavi ...)
  4. Praise ye the Lord ... Psalm 150 (Laudate Dominum ...)"
- 1981 Symfonie nr. 9 - première: 10 maart 1981 National Symphony Orchestra t.g.v. het 50-jarig bestaan o.l.v. Mstislav Rostropovitsj
  1. Lento non troppo
  2. Adagio arioso
  3. Presto tumultuoso

#### Concerten voor instrumenten en orkest
- 1945 Concertino, voor dwarsfluit, strijkers en slagwerk
- 1955 Concert, voor cello en orkest
- 1957 Concert, voor piano en orkest
- 1983 Concert, voor dwarsfluit en orkest

#### Andere werken voor orkest
- 1945 Folk Overture
- 1946 Sinfonia, voor kamerorkest
- 1947 Fantasia, voor strijkorkest
- 1952 Concertato for Orchestra "Moby Dick"
- 1961 Canto, voor orkest

### Werken voor harmonieorkest
- 1950 Symfonie nr. 5 bewerkt door Frank Bencriscutto
- 1951 Canzona
- 1982 Allegro Tempestuoso uit de "Symfonie nr. 5" bewerkt door Frank Bencriscutto

### Werken voor Jazzensemble
- 1951 Canzona, voor jazzband

### Vocale muziek

#### Cantates
- 1969 Cantata de Virture "The Pied Piper of Hamelin", voor gemengd koor en orkest

#### Werken voor koor
- 1948 Four Settings of Chinese Poems by Kiang Kang-Hu, voor gemengd koor - Engelse vertaling: Witter Bynner
- 1949 The Christmas Story, voor gemengd koor en orkest
- 1949 Twee koren, voor vrouwenkoor 
  1. Bought Locks - vertaling vanuit Latijn door Sir John Harrington
  2. Tumbling Hair - tekst: Edward Estlin Cummings
- 1978 Reflections of Emily, voor vrouwenkoor en orkest - tekst: Emily Dickinson

#### Liederen
- 1976 Voices, voor mezzosopraan en instrumentaal ensemble

### Kamermuziek
- 1951 Strijkkwartet nr. 2
- 1956 Sonata Concertante, voor viool en piano

### Werken voor piano
- 1949 Vijf stukken
- 1963 Sonata